# Аз, Върховният
„Аз, Върховният“ (на испански: Yo el Supremo) е исторически роман на парагвайския писател Аугусто Роа Бастос, смятан заедно със „Син человечески“ за една от основните му творби. Книгата е художествен разказ за парагвайския диктатор от XIX век Хосе Гаспар Родригес де Франсия, известен и като д-р Франсия, който сам се нарича Върховният (El Supremo). Пръв от многобройна поредица диктатори, Франсия е жесток и пресметлив деспот. Централните теми на романа са властта и езика и отношението между тях. Върховният смята, че е над всяка власт и историята: „Аз не пиша история. Аз я правя. Аз мога да я направя отново по свое усмотрение, нагласявайки, подчертавайки, обогатявайки значението и истината ѝ“. Но това твърдение е постоянно оспорвано от факта, че макар и той да получава власт чрез писане и диктуване, същите тези методи са използвани от противниците му, за да подкопаят властта му. Дори и собствената му идентичност, представлявана от личното местоимение аз не е сигурно и може лесно да бъде узурпирано. Езикът, с цялата си мощ, никога не може да бъде контролиран и може лесно да бъде използван както за инструмент за принуда, така и като инструмент за съпротива.
Когато книгата е написана, Парагвай е под диктатурата на Алфредо Стреснер, а Аугусто Роа Бастос е в изгнание в Аржентина. Много критици смятат, че книгата е поне отчасти прикрита атака срещу Стреснер, който използва методи сходни с тези на Франсия, за да се сдобие и поддържа ефективен контрол над страната, включително бързо елиминиране на опозицията, употребата на насилие и нетолерирането на инакомислието. С портрета си на Франсия и критиката на Стреснер, „Аз, Върховният“ принадлежи към жанра диктаторски роман (novela del dictador) и към Латиноамериканския бум, литературно движение на 1960-те и 1970-те. Книгата е публикувана за пръв път на испански в Аржентина в 1974 година. Романът е издаден на български език в 1979 година в библиотека „Избрани романи“ (№4) на издателство „Народна култура“ в превод на Емилия Юлзари.
Подобно на много други творби от Латиноамериканския бум, книгата никога не става международен бестселър. Но тя е високо оценена от литературната критика, като Джералд Мартин я определя като „изключителен културен феномен“. Мартин твърди, че „тя е най-бързо и единодушно възхваления роман след „Сто години самота“, и [нейната] чисто историческо значение може би е дори по-голямо от това на невероятно успешното произведение на Маркес“. Разработването на темите за властта и езика в книгата също получава признание от критиката. Романът не е посрещнат добре от правителството на Стреснер и в резултат Роа Бастос става един от тримата граждани, на които е забранено да се връщат в Парагвай.

## Исторически контекст
След обявяването на независимост от Испания през май 1811 година, Парагвай става първата република в Южна Америка. Франсия е избран от хунтата (конгрес) и става доживотен диктатор до смъртта си в 1840 година. Управлява с деспотичен популизъм, като слива просвещенските идеи с аристократичната си склонност към абсолютизъм. По думите на Джон Т. Дейнър той „създава армия, в която всички граждани са длъжни да служат. Конфискува собственост от горните класи и използва насилствената мощ на държавата, за да направлява функционирането на тази страна чрез армията“. Франсия изолира страната от външния свят като ограничава външната търговия и свободното движение и не толерира политическата опозиция.
Управлението на Франсия е началото на дълга поредица диктатори, включваща Карлос Антонио Лопес (президент на Парагвай с диктаторски правомощия от 1844 до 1862 г.) и сина му Франсиско Солано Лопес (управлявал между 1862 и 1870 г.). Солано Лопес неразумно започва Войната срещу Тройния съюз (1865 – 1879), която осакатява Парагвай, унищожава половината от населението му и прогонва голяма част от останалото в изгнание, създавайки това, което Роа Бастос нарича „страната без хора на хората без страна“.
Историята на Парагвай през XX век е доминирана от тридесет и пет годишното управление на Стреснер (1954 – 1989). Романът на Роа Бастос може да се разглежда като слабо прикрита атака срещу Стреснер, управлявал Парагвай дори по-дълго от Франсия. Той изва на власт след Гражданската война от 1947 година, която унищожава всички центристки и леви партии и прогонва повече от една трета от населението на страната в изгнание. Стреснер става президент след серия от преврати в 1954 година, установява пълен контрол над армията, елиминира потенциалните съперници и внимателно следи и участва в разпределението на националните ресурси. По думите на Дейнър „Върховният от романа (Франсия) и Стреснер в двадесети век използват еднакви методи за доминиране на националната политика. Никой от тях не толерира ефективна опозиция. И двамата са изключително подозрителни към всеки потенциален опонент и бързо прилагат затвор и насилие към всеки запозозрян. И двамата са безмилостни в нетолерирането на инакомислието.“ Според Роу и Уитфийлд Стреснер „наследява целия деспотизъм на Франсия, но нищо от неговия популизъм. той управлява страна, в която човешките и гражданските права се почитата единствено в нарушаването им.“

## Влияния
Литературният критик Тод Гарт твърди, че „Аз, Върховният“ е повлиян от аржентинския писател от XX век Маседонио Фернандес, както и от други авангардни творци като Хорхе Луис Борхес и Хулио Кортасар. Според Гарт Маседонио и Роа Бастос си приличат по употребата на метафизичен език и похвати за реконструкция на реалността, както прави Франсия в своето диктувано изграждане на Върховният, управителят на всяка реалност. Маседонио изгражда герои, които не пасват на архетипа на западната художествена литература, като всеки има значение единствено във взаимодействието с другите в колектив и при тях никога няма растеж или развитие, за да се конструират извънвремеви пространства на митотворчество, което предизвиква реалността. Роа Бастос заема тези идеи, които ситуира в съществуващата политическа и социална история, за да отправи предизвикателство към възприетите концепции за фактологията на миналото. Той разгражда парагвайската национална митология, която е тясно преплетена с живота на Франсия, хвърляйки светлина върху разграничението на митично и митологично. Романът може да изпълни тази задача в метафизичното пространство на митотворчеството. Докато Маседонио атакува концепцията за индивида като субект, признавайки факта, че да пишеш те прави субект, Роа Бастос признава този парадокс и го използва, прилагайки го в политически и социални теми.
Теми от Платон и неговото влияние върху западната политическа философия също изобилстват в романа. Дебатът за природата на Доброто общество и как да се постигне то са разкрити в позициите на Върховния. Той твърди, че роля, дълг и отговорност на владетеля е да доведе до появата на доброто общество и това може да бъде постигнато единствено чрез налагане на абсолютен ред отгоре. Задачата на диктатора е да наложи необходимия ред, а задачата на хората е да се подчиняват на диктатора и така да се възползват от благините на доброто общество. Резултатът от такова поведение на управника и управляваните ще е добър за всички.
Романът също така е повлиян от по-ранни творби, посветени на диктатурата, предимно от „Факундо“ на Доминго Фаустино Сармиенто. И двете творби са написани от изгнаници и са прикрити атаки срещу настоящите диктатори на страните им. И двамата автори използват „пасквила/ръкописното послание“ за начало на творбата си. „Вечният кръг“ на Франсия също съдържа алюзии към аржентинеца Хуан Факундо Кирога, както и към диктатора Хуан Мануал де Росас, които са обект на критиката на Сармиенто.

## Жанр
„Аз, Върховният“ е добър пример за диктаторски роман, литературен жанр от латиноамериканската литература, който разглежда ролята на диктатора в латиноамериканското общество. Диктаторските романи се спират на темите за връзката между власт, писане и диктатура, и са алегория на ролята на писателя в латиноамериканското общество.
Целта на диктаторския роман не е да анализира ролята на отделните диктатори с фокус върху историческата точност, а да изследва по-абстрактната природа на властовите фигури и да постави под въпрос изобщо идеята за властта. За да бъде диктаторски роман, една книга трябва да има силни политически теми, които се възползват от историческите факти, за да разгледат критически властта на авторитарната фигура, като частното обяснява общото. Много диктаторски романи, включително „Аз, Върховният“, принадлежат на Латиноамериканския бум на 1960-те и 1970-те, но жанрът има важен предходник в лицето на „Факундо“ на Сармиенто, творба написана като социологически трактат. Романите на бума са дело на сравнително млади романисти и стават широко популярни в Европа и по света. Те са есенциално модернистични и според Поуп разчитат на наслагването на различни гледни точки, замъглявойки времето и линейността. Поуп отбелязва, че „езиково уверени, те използват разговорния език без извинения“. Други важни характеристики на бума са темите за селото и града, интернационализма и ударението върху историческото и полотическото, както и „поставянето по съмнение на регионалната, както и на, или повече от, националната идентичност; съзнание за полусферичните, както и световните икономически и идеологически проблеми; полемичността; и безвремието“.

## Сюжет
Както отбелязва критикът Джон Кинг „не е възможно да се направи синопсис на този необичаен роман в няколко реда. Той включва последните развития в лингвистичната теория и практика, говори за произволността и несигурността на езика, който претендира да описва реалността, прочита отново и коментира различни истории и пътеписи за Парагвай, простира се в ширината на латиноамериканската история, мълчаливо обвинява Стреснер и дебатира с Фидел Кастро и отново изследва пропастта между писател и читател“.
Книгата започва с линеен разказ. Откриващите думи са в ръкописен шрифт и изглеждат официална заповед:

Аз, Върховният Диктатор на Републиката, 
 Заповядвам след смъртта ми да бъда обезглавен; главата ми да стои набучена на кол три дни на Площада на Републиката, където народът да бъде призован с биенето на всички камбани...

Заповедта е имитация, закована на вратата на катедралата в парагвайската столица Асунсион. Следва дискусия върху пасквила между Франсия и неговия секретар Поликарпо Патиньо. Патиньо получава заповед са разкрие извършителя: „Ще вземеш да свериш почерка на пасквила с почерка на всички досиета“. Но този линеен наратив скоро започва да се разпада. Върховният поставя под съмнение дори и презумпцията, че декларацията е фалшификат или по-скъро предполага, че самата фалшификация може да бъде фалшифицирана: „Представи си, че самият аз съм автор на пасквили“. Литературният жанр е размътен чрез въвеждането на бележки под ливия, които размиват границата между фикция и факт и наративната прозрачност е изкривена от факта, че книгата утвърждава собствената си материалност с вметки като „останалата част от изречението е обгорена, не се чете“ и „краят на листа е обгорен“. Целта на тези бележки е да напомнят на читателя, че чете книга, и че тази книга е незавършена, повредена, способна да греши.

## Цитирана литература
- Роа Бастос, Аугусто. Аз, Върховният.   София, Народна култура, 1979.. Превод. Емилия Юлзари.
- Agosin, Marjorie. Inhabitants of Decayed Palaces: The Dictator in the Latin American Novel. Human Rights Quarterly. Т. 12.   май 1990. DOI:10.2307/762382. с. 328 – 335.. Trans. Barbara E. Pierce. (нужен е абонамент за JSTOR)
- Buffery, Helena. Roa Bastos and the Question of Cultural Translatability (Or How Does One Get to Paraguay?). Dissidences. Hispanic Journal of Theory and Criticism.   30 август 2005. Посетен на 6 март 2008..
- Caistor, Nick. Augusto Roa Bastos. Obituary. The Guardian.   28 април 2005. Посетен на 16 март 2008..
- Deiner, John T. I, The Supreme: Politically Related Themes in the Novel. MACLAS: Latin American Essays. Т. 13.   1999. с. 105 – 118..
- Foster, David William. Review of Helen Weldt-Basson's Augusto Roa Bastos's I, the Supreme, a Dialogic Perspective. Hispanic Review. Т. 63.   Hispanic Review, Vol. 63, No. 2, Spring, 1995. с. 246 – 248.. (нужен е абонамент за JSTOR)
- Fuentes, Carlos. A Despot, Now and Forever. Review of I, the Supreme. New York Times.   6 април 1986. Посетен на 27 март 2008..
- Garth, Todd S. Politicizing Myth and Absence: From Macedonio Fernández to Augusto Roa Bastos //  Structures of Power: Essays on Twentieth Century Spanish American-Fiction.   Albany, State University of New York Press, 1996. ISBN 978-0-7914-2839-9. с. 89 – 105..
- González Echevarría, Roberto. The Dictatorship of Rhetoric / The Rhetoric of Dictatorship: Carpentier, García Márquez, and Roa Bastos. Latin American Research Review. Т. 15.   Latin American Research Review, Vol. 15, No. 3, 1980. с. 205 – 228.. (нужен е абонамент за JSTOR)
- González Echevarría, Roberto. The Voice of the Masters: Writing and Authority in Modern Latin American Literature.   Austin, University of Texas Press, 1985. ISBN 978-0-292-78716-2..
- Gynan, Shaw N. Language Policy and Planning in Paraguay. Current Issues in Language Planning. Т. 2.   2001. DOI:10.1080/14664200108668019. с. 53 – 118. Посетен на 16 април 2008. Архив на оригинала от 2007-02-22 в Wayback Machine..
- Hoyt Williams, John. The Rise and Fall of the Paraguayan Republic.   Austin, University of Texas Press, 1979. ISBN 978-0-292-77016-4..
- Kakutani, Michiko. Review of I, the Supreme.   2 април 1986. Посетен на 27 март 2008..
- Keefe Ugalde, Sharon. Language in Zalamea's El gran Burundún-Burundá ha muerto. Hispania. Т. 66.   Hispania, Vol. 66, No. 3, September 1983. DOI:10.2307/342310. с. 369 – 375.. (нужен е абонамент за JSTOR)
- King, John. Augusto Roa Bastos: An Introduction //  Modern Latin American Fiction: A Survey.   London, Faber and Faber, 1987. ISBN 978-0-571-14508-9. с. 291 – 298..
- Kristal, Efraín. Introduction //  The Cambridge Companion to the Latin American Novel.   New York, Cambridge University Press, 2005. ISBN 978-1-85566-120-2. с. 1 – 19..
- Martin, Gerald. Journeys through the Labyrinth: Latin American Fiction in the Twentieth Century.   London, Verso, 1989. ISBN 978-0-86091-952-0..
- Moses, Michael Valdez. Big Daddy: The Dictator novel and the Liberation of Latin America. – The Feast of the Goat – book review. Reason.   August 2002. Посетен на 21 януари 2008..
- Nunn, Frederick M. Collisions With History: Latin American Fiction and Social Science from El Boom to the New World Order.   Athens, Ohio, Ohio University Press, 2001. ISBN 978-0-89680-219-3..
- Oberhelman, Harley D. Review of Helen Weldt-Basson's Augusto Roa Bastos's I, the Supreme. Hispania. Т. 77.   September 1994. с. 450 – 451.. (нужен е абонамент за JSTOR)
- Pope, Randolph D. The Spanish American novel from 1950 to 1975 //  The Cambridge History of Latin American Literature, Volume 2: The Twentieth Century.   Cambridge, Cambridge University Press, 1996. ISBN 978-0-521-41035-9. с. 226 – 279..
- Rowe, William, Whitfield, Teresa. Thresholds of Identity: Literature and Exile in Latin America. Third World Quarterly. Т. 9.   януари 1987. DOI:10.1080/01436598708419971. с. 229 – 245.. (нужен е абонамент за JSTOR)
- Weldt-Basson, Helene Carol. Augusto Roa Bastos's I the Supreme: A Dialogical Perspective.   Columbia, University of Missouri Press, 1993. ISBN 978-0-8262-0888-0..
- Williams, Raymond Leslie. The Modern Latin-American Novel.   New York, Twayne, 1998. ISBN 978-0-8057-1655-9.